# Suldenferner
Der Suldenferner (italienisch Vedretta di Solda) ist mit einer Fläche von 5,7 km² nach dem Übeltalferner der zweitgrößte Gletscher Südtirols und nach dem Forni-Gletscher auch der zweitgrößte Gletscher der Ortler-Alpen. Er befindet sich an der Ostseite von Ortler (3905 m), Monte Zebrù (3735 m) und Königspitze (3851 m), den höchsten Gipfeln der Ortler-Alpen, und ist im Nationalpark Stilfserjoch unter Schutz gestellt. Charakteristisch für den Gletscher ist die vor allem im Zehrgebiet ausgesprochen starke Bedeckung mit Schutt, der aus den steilen, aus mesozischem Dolomit aufgebauten Ostflanken von Ortler, Zebrù und Königsspitze stammt. Diese die Ablation hemmende Schuttbedeckung bewirkt, dass der Gletscher vergleichsweise weit herabreicht, nämlich bis unter 2500 m. Der Gletscher besitzt ein vergleichsweise kleines Nährgebiet, ein beträchtlicher Teil der Akkumulation erfolgt durch Lawinen.
Östlich des Gletschers befinden sich zwei Schutzhütten: zum einen die Schaubachhütte oberhalb des Zungenendes auf dem Gegenhang, zum anderen die Hintergrathütte am Fuße des Hintergrats, des Ostsüdostgrats des Ortler.

## Lage und Form
Der Gletscher setzt sich aus vier Teilströmen zusammen: Der westliche und größte Teilstrom liegt eingebettet zwischen dem Hintergrat und dem Südgrat des Ortler. Der aus dem Kar zwischen Monte Zebrù und Königspitze kommende Tributärgletscher, der auch Payerferner genannt wird, vereinigt sich mit dem Hauptstrom auf einer Höhe von etwa 2800 m. Der von der Königspitze herabkommende nächste Teilstrom wird auch Königswandferner genannt. Der südliche Zufluss kommt vom Kamm zwischen Kreilspitze (3391 m), Schrötterhorn (3386 m) und Suldenspitze (3387 m). Er wird durch den vom Schrötterhorn nach Norden ziehenden Kamm in zwei Teile gegliedert, der orografisch linke Teil mündet auf einer Höhe von etwa 2600 m in den von Nordwesten kommenden Hauptstrom. Die sich daran anschließende Zunge des Gletschers biegt in nordöstliche Richtung ab.

## Historische Entwicklung
Für den Suldenferner ist ein Vorstoß während der zweiten frühmittelalterlichen Hochstandsphase der Alpengletscher belegt. Mittels der Radiokarbonmethode konnte nachgewiesen werden, dass der Gletscher um das Jahr 800 n. Chr. eine Lärche überfahren hatte. Diese befand sich am oberen Rand der Legerwand, einer markanten Steilstufe auf der Ostseite des Suldentals, unterhalb der heutigen Mittelstation der Seilbahn zur Schaubachhütte.

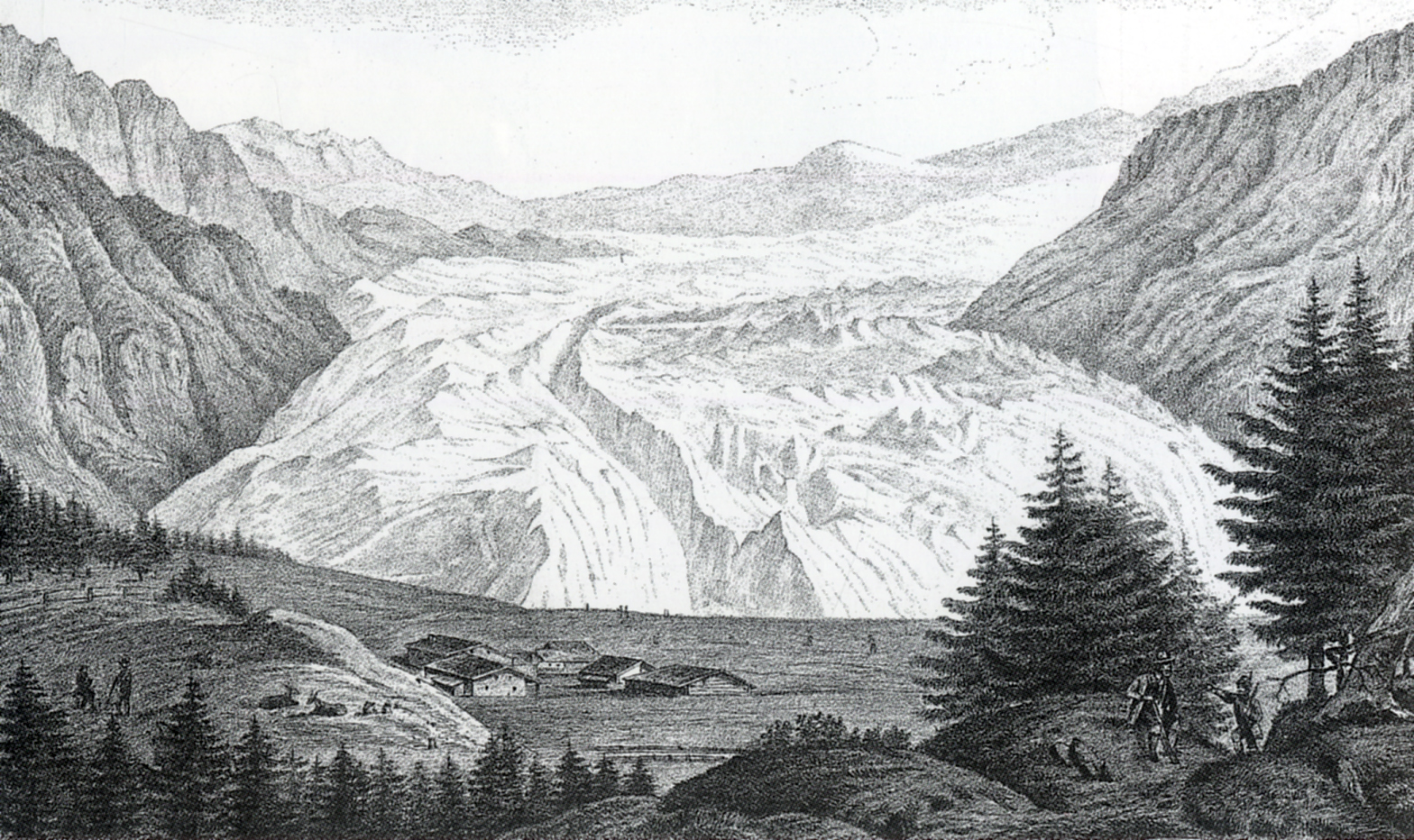
Gletscherzunge des vorstoßenden Suldenferners im Jahr 1818, nach einem Gemälde von Joseph Schwaighofer

Auch mehrere neuzeitliche Vorstöße im 19. und 20. Jahrhundert sind dokumentiert. Der maximale Vorstoß ereignete sich dabei bereits zu Beginn des 19. Jahrhunderts. Von 1815 bis 1819 stieß der Gletscher um fast zwei Kilometer vor, allein im Zeitraum zwischen dem Frühjahr 1817 und dem Frühjahr 1818 waren es 1200 Meter. Im Jahr 1818 wurden dabei Vorstoßgeschwindigkeiten von bis zu 2 Metern pro Tag gemessen – solche surge-artigen Vorstöße sind in den Ostalpen sonst nur vom Vernagtferner bekannt. Dies führte dazu, dass die Gampenhöfe, eines der Hauptsiedlungsgebiete des heutigen Innersulden, evakuiert werden mussten. Der Suldenferner kam schließlich etwa 300 Meter vor den Gampenhöfen zum Stehen, etwa auf Höhe der Talstation der heutigen Seilbahn. Die Gletscherfläche während des damaligen Vorstoßen wird auf 9,56 km² geschätzt.
In der Folgezeit gab es weitere Vorstöße, wobei die Höchststände der Jahre 1858, 1903 und 1927 nicht mehr die Ausmaße von 1819 erreichten. Bei seinem letzten Vorstoß im Jahr 1987  wuchs die Fläche Gletschers nochmals auf 6,47 km² an. Seither schmilzt der Gletscher zurück. Beim Gletscherinventar des Jahres 1997 wurden für den Suldenferner 5,8 km² verzeichnet, im Jahr 2006 waren es 5,7 km². Die Ermittlung der Umrisse des Gletschers und damit der Fläche ist im Zehrgebiet wegen der starken Schuttbedeckung schwierig.